# Sección Segunda Xiutetelco
Sección Segunda Xiutetelco är en ort i Mexiko.   Den ligger i kommunen Xiutetelco och delstaten Puebla, i den sydöstra delen av landet, 190 km öster om huvudstaden Mexico City. Sección Segunda Xiutetelco ligger 1 899 meter över havet och antalet invånare är 408.
Terrängen runt Sección Segunda Xiutetelco är huvudsakligen kuperad, men åt nordost är den bergig. Runt Sección Segunda Xiutetelco är det ganska tätbefolkat, med 149 invånare per kvadratkilometer. Närmaste större samhälle är Teziutlan, 4,3 km väster om Sección Segunda Xiutetelco. I omgivningarna runt Sección Segunda Xiutetelco växer huvudsakligen savannskog.